# Alezio
Alezio község (comune) Olaszország Puglia régiójában, Lecce megyében.

## Fekvése
Lecce városától délnyugatra, a Salentói-félsziget déli részén fekszik.

## Története
A legendák szerint a települést Idomeneusz Kréta királya alapította. A településről az ókori római történetíró, idősebb Plinius is említést tett, mint a japigok egyik legfontosabb központja Apúliában. A rómaiak idején Aletium néven ismerték. A Nyugat-római Birodalom bukásával a település is hanyatlásnak indult, végső pusztulása 1000-ben következett be, amikor szaracén kalózok felégették. Lakosai a közeli Gallipoliba menekültek. Csak a 13-14. században népesült be ismét. 1873-ig Gallipoli fennhatósága alá tartozott Villa Picciotti néven.

## Népessége
A lakosság számának alakulása:

## Főbb látnivalói
- Santa Maria della Lizza-templom - 12-13. századi román stílusban épült templom.
- Palazzo Tafuri - 18. századi nemesi palota
- Madonna Addolorata-templom - a 19. században épült.